# Walton (Kentucky)
Walton è un comune degli Stati Uniti d'America, situato nello Stato del Kentucky, diviso tra la contea di Boone e la contea di Kenton.